# Armaturen- und Maschinenfabrik Polte

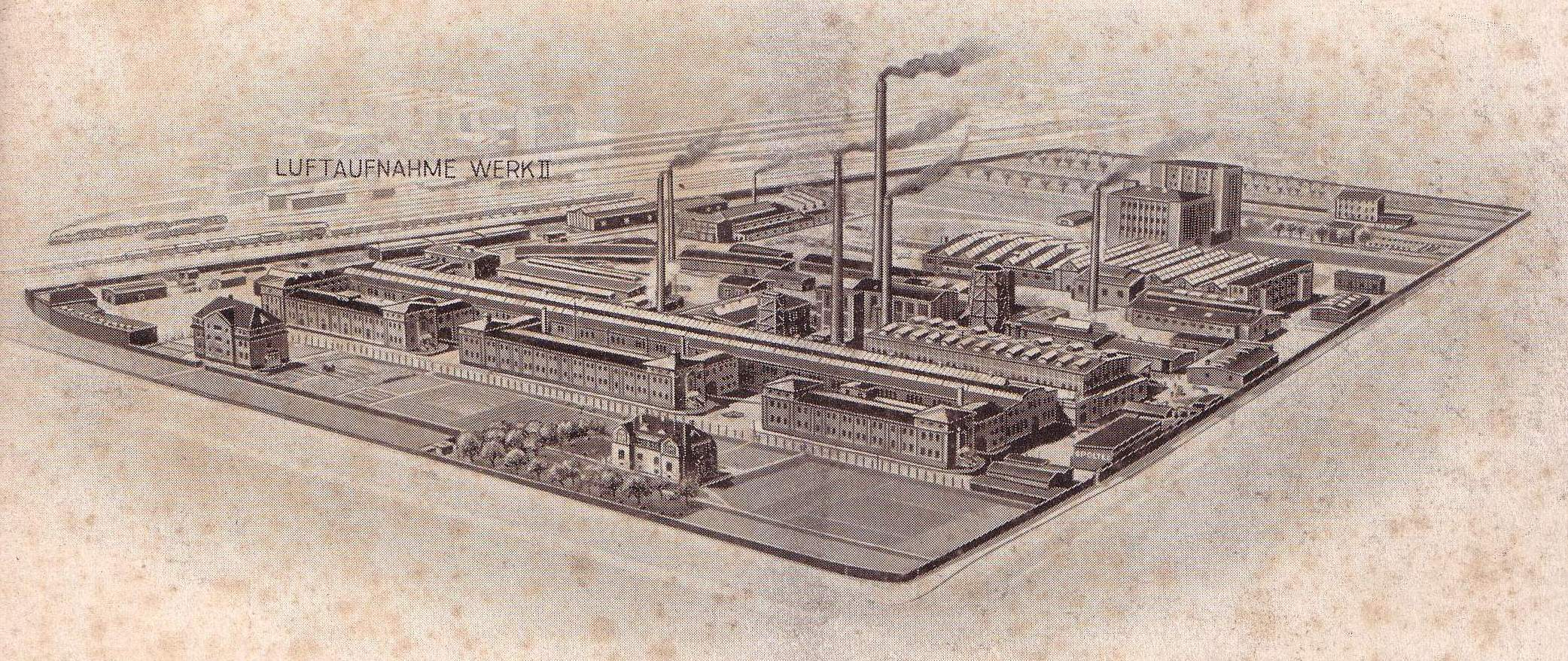
Luftaufnahme des Werk II aus dem Jahr 1920

Die Gebäude der Magdeburger Armaturen- und Maschinenfabrik Polte, auch als Werk II oder Neues Werk bezeichnet, im Stadtteil Stadtfeld West sind im örtlichen Denkmalverzeichnis unter der Erfassungsnummer 094 17394 als Baudenkmal verzeichnet. Es war eines von drei Werken der Polte-Werke in Magdeburg.

## Allgemeines
Das Werksgelände umfasste die Adressen Liebknechtstraße 65, 75, 77, 97 sowie Westring 50, 56. Das Gelände verfügte über einen eigenen Bahnanschluss und ist heute Teil des Gewerbegebiets Schlachthof.

## Geschichte
Die Rüstungsproduktion der Polte-Werke mussten zu Beginn des Ersten Weltkriegs erheblich ausgebaut werden. Daher entschloss man sich, ein neues Fabrikgelände in der damaligen Magdeburger Wilhelmsstadt (heute Stadtfeld West) zu kaufen und aufzubauen. Das neue Werk in der heutigen Liebknechtstraße (ehemals Poltestraße nach dem Gründer der Polte-Werke, Eugen Polte) wurde als Werk II bezeichnet. In das neugebaute Bürogebäude des Gebäudekomplexes zog die Geschäftsleitung um. Durch die Schließung des auf Munitionsherstellung spezialisierten Stammwerkes in der Nachkriegszeit und nach der Entlassung von 11.750 Beschäftigten war das Werk II das letzte verbliebene Werk der Polte-Werke.

## Beschreibung

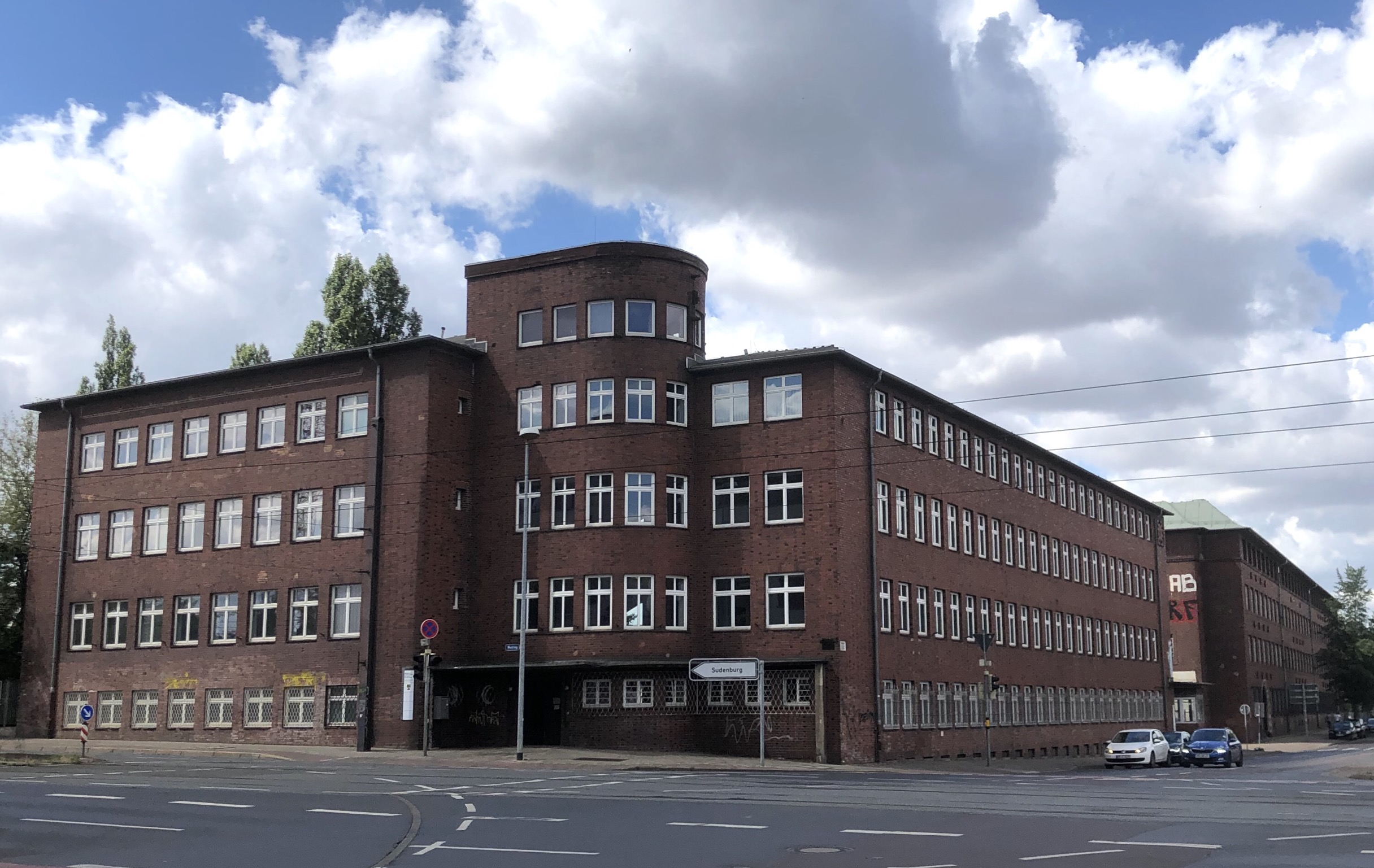
Gebäude an der Ecke Liebknechtstraße/Westring, 2020

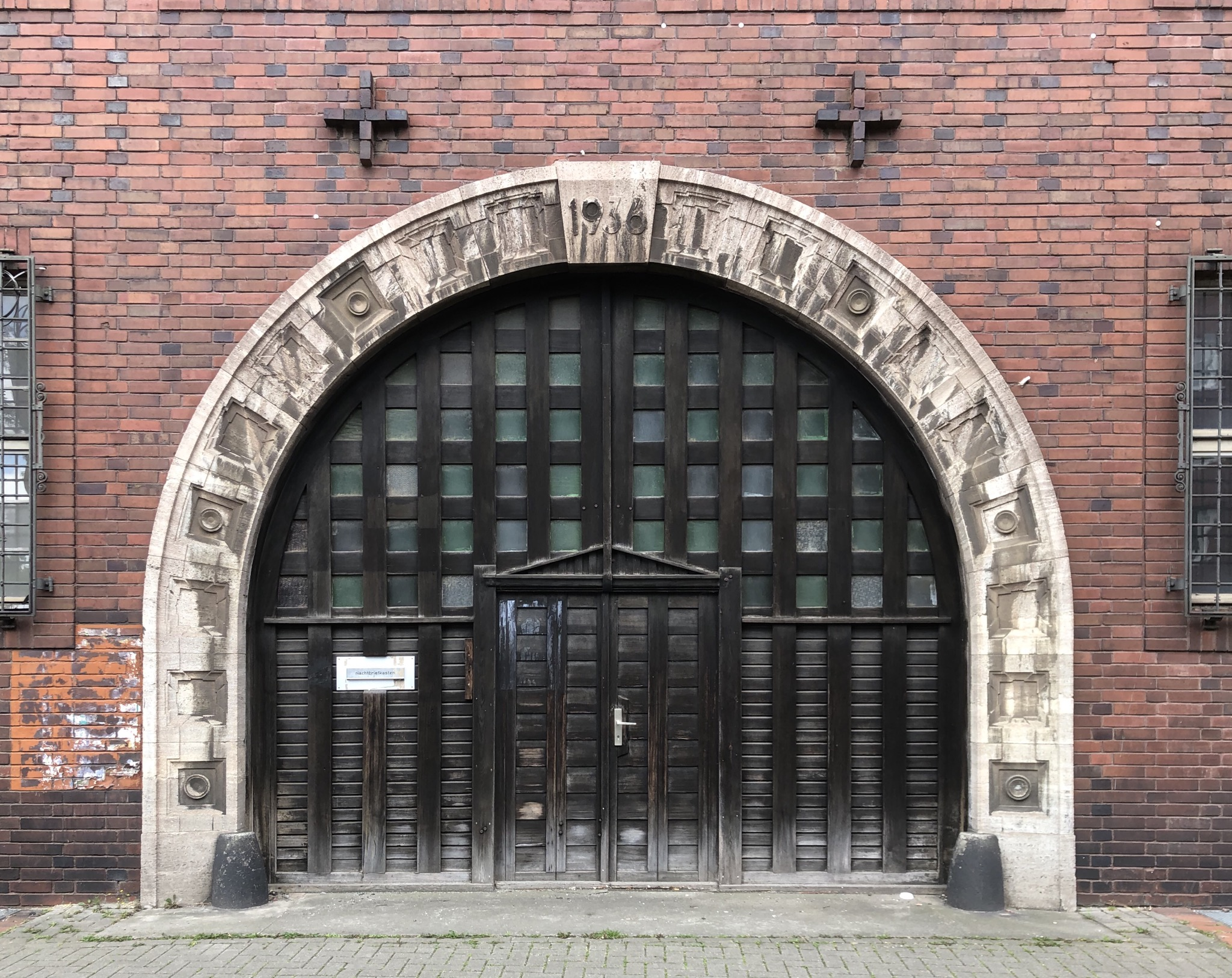
Torbogen an der Liebknechtstraße

An der Ecke von Liebknechtstraße und Westring befindet sich ein viergeschossiges, zweischenkliges Bürogebäude (Liebknechtstraße 65) mit einem fünfgeschossigen Eckteil, in dem sich auch der Haupteingang befand. Die Fassade des 1935 bis 1937 vom Architekten Curt von Brocke geschaffenen Klinkerbaus ist schlicht gehalten. Die Gliederung erfolgt durch die eng gesetzte Anordnung der Fenster in langen Reihen. Es folgt ein eingeschossiges Pförtnergebäude und ein viergeschossiges Fabrikgebäude (Liebknechtstraße 65) mit einem Torbogen und ein viergeschossiges Fabrikgebäude mit Ausbilderschule (Liebknechtstraße 75 und 77).
Im hinteren Werksbereich befanden sich ein Lager und eine Tischlerei, die 1924 bis 1926 nach Plänen des Architekten Bruno Buch aus Berlin entstanden. Es handelte sich dabei um zwei kubische Eisenbetongebäude mit roter Klinkerverblendung und flachen Walmdächern. Das Lagergebäude war siebengeschossig, sechs Vollgeschosse und ein Dachgeschoss. Die Tischlerei hingegen war dreigeschossig. Beide Gebäude waren durch eine zweigeschossige Verbindungsbrücke miteinander verbunden und verfügten über turmartige Aufbauten für die Aufzugsschächte. Die Gebäude waren vom 1923 entstandenen Erweiterungsbau der Strumpffabrik Moritz Samuel Esches in Chemnitz, heute als technisches Denkmal ausgewiesen, inspiriert.
Die Feuerwache  befand sich westlich des Lagers und der Tischlerei. Das Gebäude wurde 1937 ebenfalls nach einem Entwurf des Architekten Curt von Brocke errichtet. Es war ein fünfgeschossiger Stahlbetonbau mit einem Keller und einem Steigerturm in der Nordwestecke des Gebäudes. Auch dieses Gebäude hatte eine rote Klinkerverblendung und ein Walmdach. Die vier Tore befanden sich an der Nordseite, sind aber heute nicht mehr verhalten.
Im östlichen Werksbereich in der Nähe des Westrings befand sich eine dreischiffige Presshalle (Liebknechtstraße 65). Das Gebäude entstand nach Plänen der Architekten Max Behrendt aus Magdeburg und Paul Ranft aus Leipzig als roter Ziegelbau mit Eisenfachwerk während des Fabrikneubaus 1915 und wurde 1928 fertiggestellt.
Zum Werk II gehörten auch zwei so genannte Beamtenwohnhäuser (Westring 50 und 56). Diese wurden 1916 nach Plänen von Max Behrendt und 1924 nis 1925 nach Plänen von Bruno Buch errichtet.
Die Gesamtanlage der ehem. Firma Polte gilt als ein sehr eindrucksvolles Ensemble der Industriearchitektur der 1920er Jahre.

## Gedenkstätte
Nach dem Zweiten Weltkrieg wurde in der Liebknechtstraße eine Gedenkstätte für das KZ-Außenlager Polte-Magdeburg für die Opfer in den beiden KZ-Außenlagern der Magdeburger Polte-Werke errichtet.